# مارتن وارد
مارتن وارد (بالإنجليزية: Martin Ward)‏ (11 مارس 1988 في المملكة المتحدة - ) هو ملاكم بريطاني، صنّف ضمن فئة وزن البانتام ‏ ووزن البانتام السوبر ‏ ووزن الريشة السوبر ‏ ووزن الريشة ‏.

## إحصائيات
خاض خلال مسيرته 31 نزالا، تعادل في 1 .

## روابط خارجية
- مارتن وارد على موقع بوكس ريك (الإنجليزية) (registration required)